# Ester Herlic
Ester Herlic (hebrejsky: אסתר הרליץ, narozena 9. října 1921 – 24. března 2016) byla izraelská diplomatka, politička a bývalá poslankyně Knesetu za stranu Ma'arach.

## Biografie
Narodila se v Berlíně v Německu. V roce 1933 přesídlila do dnešního Izraele. Vystudovala střední školu a učitelský seminář v Jeruzalému, pak absolvovala školu pro diplomaty.

## Politická dráha
Od roku 1948 pracovala na ministerstvu zahraničních věcí. V letech 1955–1958 byla izraelskou konzulkou v New Yorku, v letech 1966–1971 zastávala post velvyslankyně Izraele v Dánsku. Působila opakovaně jako členka izraelské delegace u Organizace spojených národů. V roce 1972 zakládala a řídila organizaci Center for Volunteer Services. V letech 1977–1981 byla tajemnicí ženské organizace Na'amat v Tel Avivu a byla členkou ústředního výboru této organizace.
V izraelském parlamentu zasedla poprvé po volbách v roce 1973, do nichž šla za stranu Ma'arach. Stala se členkou parlamentního výboru pro záležitosti vnitra a životního prostředí, výboru pro ústavu, právo a spravedlnost a výboru pro zahraniční záležitosti a obranu. Ve volbách v roce 1977 poslanecký mandát za Ma'arach obhájila, ale získala jej až dodatečně, v srpnu 1978, jako náhradnice za Jehošuu Rabinovice. Nastoupila jako členka do výboru pro ústavu, právo a spravedlnost, výboru pro ekonomické záležitosti a výboru pro zahraniční záležitosti a obranu. Ve volbách v roce 1981 mandát neobhájila.